# Иеродрама
Иеродра́ма (фр. hiérodrame; от др.-греч. ἱερός, священный) — во Франции старого порядка (вторая половина XVIII века) название вокальных сочинений для двух и более голосов на библейские сюжеты.
В отличие от оратории и мистерии, в иеродрамах использовались не слова латинских псалмов, а тексты современных французских поэтов и исполнялись они не в храмах, а на духовных концертах во дворце Тюильри.
В частности, на слова Вольтера были представлены в 1780 году «Жертвоприношение Авраама» (музыка Камбини) и в 1783 году «Самсон». Под впечатлением от революции сочинил свою кантату «Иеродрама» Дезожье.